# Hetingzhen (ort i Kina, Hunan Sheng, lat 25,66, long 112,02)
Hetingzhen (kinesiska: 禾亭镇) är en ort i Kina. Den ligger i provinsen Hunan, i den södra delen av landet, omkring 300 kilometer söder om provinshuvudstaden Changsha. Antalet invånare är 38 617. Befolkningen består av 17 934 kvinnor och 20 683 män. Barn under 15 år utgör 21,0 %, vuxna 15-64 år 69 %, och äldre över 65 år 9,0 %.
Runt Hetingzhen är det tätbefolkat, med 276 invånare per kvadratkilometer. Närmaste större samhälle är Shunling, 11,1 km sydväst om Hetingzhen. Trakten runt Hetingzhen består till största delen av jordbruksmark.
Genomsnittlig årsnederbörd är 1 888 millimeter. Den regnigaste månaden är augusti, med i genomsnitt 273 mm nederbörd, och den torraste är oktober, med 37 mm nederbörd.